# Scott Ferguson
Pour les articles homonymes, voir Ferguson.
Scott Ferguson (né le 6 janvier 1973 à Camrose dans la province d'Alberta au Canada) est un joueur professionnel canadien de hockey sur glace. Il évoluait au poste de défenseur.

## Biographie
Il a passé sa carrière junior avec les Blazers de Kamloops dans la LHOu et remporte deux fois la Coupe Memorial avec l'équipe, en 1992 et 1994. Il signe le 2 juin 1994 comme agent libre avec les Oilers d'Edmonton de la LNH. Après avoir évolué pour les équipes affiliés aux Oilers dans la LAH, il joue son premier match dans la LNH en 1997-1998. Durant la même saison, le 9 mars, il est échangé aux Sénateurs d'Ottawa contre František Musil. Il rejoint par la suite les Mighty Ducks d'Anaheim ; il joue deux saisons avec l'équipe affiliée, les Mighty Ducks de Cincinnati, mais ne joue que deux parties au total avec Anaheim durant son passage avec l'organisation.
En 2000, il retourne avec les Oilers et après avoir joué 20 matchs avec Edmonton durant cette saison, il devient un joueur régulier avec l'équipe la saison suivante. Il passe la saison 2004-2005, annulée par la LNH à cause d'un lock-out, en deuxième division suédoise avec le Skövde IK avant de signer durant l'été 2005 avec le Wild du Minnesota.
Il se retire après avoir joué sa dernière saison professionnelle en Allemagne avec l'ERC Ingolstadt en 2007-2008.

## Statistiques

### En club
| Saison     | Équipe                     | Ligue       |     | Saison régulière | Saison régulière | Saison régulière | Saison régulière | Saison régulière |   | Séries éliminatoires | Séries éliminatoires | Séries éliminatoires | Séries éliminatoires | Séries éliminatoires |
| Saison     | Équipe                     | Ligue       | PJ  | B                | A                | Pts              | Pun              | PJ               | B | A                    | Pts                  | Pun                  |                      |                      |
| 1990-1991  | Crusaders de Sherwood Park | AJHL        | 32  | 2                | 9                | 11               | 91               | -                | - | -                    | -                    | -                    |                      |                      |
| 1990-1991  | Blazers de Kamloops        | LHOu        | 4   | 0                | 0                | 0                | 0                | -                | - | -                    | -                    | -                    |                      |                      |
| 1991-1992  | Blazers de Kamloops        | LHOu        | 62  | 4                | 10               | 14               | 138              | 12               | 0 | 2                    | 2                    | 21                   |                      |                      |
| 1992-1993  | Blazers de Kamloops        | LHOu        | 71  | 4                | 19               | 23               | 206              | 13               | 0 | 2                    | 2                    | 24                   |                      |                      |
| 1993-1994  | Blazers de Kamloops        | LHOu        | 68  | 5                | 49               | 54               | 180              | 19               | 5 | 11                   | 16                   | 48                   |                      |                      |
| 1994-1995  | Oilers du Cap-Breton       | LAH         | 58  | 4                | 6                | 10               | 103              | -                | - | -                    | -                    | -                    |                      |                      |
| 1994-1995  | Thunderbirds de Wheeling   | ECHL        | 5   | 1                | 5                | 6                | 16               | -                | - | -                    | -                    | -                    |                      |                      |
| 1995-1996  | Oilers du Cap-Breton       | LAH         | 80  | 5                | 16               | 21               | 196              | -                | - | -                    | -                    | -                    |                      |                      |
| 1996-1997  | Bulldogs de Hamilton       | LAH         | 74  | 6                | 14               | 20               | 115              | 21               | 5 | 7                    | 12                   | 59                   |                      |                      |
| 1997-1998  | Bulldogs de Hamilton       | LAH         | 77  | 7                | 17               | 24               | 150              | 9                | 0 | 3                    | 3                    | 16                   |                      |                      |
| 1997-1998  | Oilers d'Edmonton          | LNH         | 1   | 0                | 0                | 0                | 0                | -                | - | -                    | -                    | -                    |                      |                      |
| 1998-1999  | Mighty Ducks de Cincinnati | LAH         | 78  | 4                | 31               | 35               | 144              | 3                | 0 | 0                    | 0                    | 4                    |                      |                      |
| 1998-1999  | Mighty Ducks d'Anaheim     | LNH         | 2   | 0                | 1                | 1                | 0                | -                | - | -                    | -                    | -                    |                      |                      |
| 1999-2000  | Mighty Ducks de Cincinnati | LAH         | 77  | 7                | 25               | 32               | 166              | -                | - | -                    | -                    | -                    |                      |                      |
| 2000-2001  | Bulldogs de Hamilton       | LAH         | 42  | 3                | 18               | 21               | 79               | -                | - | -                    | -                    | -                    |                      |                      |
| 2000-2001  | Oilers d'Edmonton          | LNH         | 20  | 0                | 1                | 1                | 13               | 6                | 0 | 0                    | 0                    | 0                    |                      |                      |
| 2001-2002  | Oilers d'Edmonton          | LNH         | 50  | 3                | 2                | 5                | 75               | -                | - | -                    | -                    | -                    |                      |                      |
| 2002-2003  | Oilers d'Edmonton          | LNH         | 78  | 3                | 5                | 8                | 120              | 5                | 0 | 0                    | 0                    | 8                    |                      |                      |
| 2003-2004  | Oilers d'Edmonton          | LNH         | 52  | 1                | 5                | 6                | 80               | -                | - | -                    | -                    | -                    |                      |                      |
| 2004-2005  | Skövde IK                  | Allsvenskan | 8   | 1                | 2                | 3                | 10               | 10               | 0 | 2                    | 2                    | 57                   |                      |                      |
| 2005-2006  | Wild du Minnesota          | LNH         | 15  | 0                | 0                | 0                | 22               | -                | - | -                    | -                    | -                    |                      |                      |
| 2005-2006  | Aeros de Houston           | LAH         | 46  | 5                | 8                | 13               | 105              | 8                | 0 | 2                    | 2                    | 21                   |                      |                      |
| 2006-2007  | Sharks de Worcester        | LAH         | 79  | 4                | 19               | 23               | 101              | 6                | 0 | 0                    | 0                    | 6                    |                      |                      |
| 2007-2008  | ERC Ingolstadt             | DEL         | 56  | 6                | 10               | 16               | 110              | 3                | 0 | 0                    | 0                    | 2                    |                      |                      |
| Totaux LNH | Totaux LNH                 | Totaux LNH  | 218 | 7                | 14               | 21               | 310              | 11               | 0 | 0                    | 0                    | 8                    |                      |                      |

## Trophées et honneurs personnels
- 1991-1992 : 
  - champion de la Coupe du Président avec les Blazers de Kamloops.
  - champion de la Coupe Memorial avec les Blazers de Kamloops.
- 1993-1994 : 
  - nommé dans la deuxième équipe d'étoiles de la LHOu.
  - champion de la Coupe du Président avec les Blazers de Kamloops.
  - champion de la Coupe Memorial avec les Blazers de Kamloops.